# Programmations du Graspop Metal Meeting des années 2020
Cet article présente les programmations du Graspop Metal Meeting des années 2020.

## 2020–2021 (annulées)
Programmations annulées en raison de la pandémie de Covid-19.

## 2022
La programmation de 2022 est dévoilée en septembre 2021.
| Jeudi 16 juin                               |                                                              |                                                                                   |                                                                                          |                                                                                        |
| South Stage                                 | North Stage                                                  | Marquee                                                                           | Metal Dome                                                                               | Jupiler Stage                                                                          |
| Iron Maiden Powerwolf Tremonti Battle Beast | Volbeat Dropkick Murphys Mastodon Beartooth While She Sleeps | Mercyful Fate Stake Death to All In Extremo Flotsam and Jetsam Vltimas Misþyrming | Baroness High on Fire Enthroned Celeste Ialma Toxic Shock Strains The Curse of Millhaven | Suicidal Tendencies Slapshot Deez Nuts Ego Kill Talent Creeper Trash Boat Dana Dentata |

| Vendredi 17 juin                                                                              | |                                                                                   |                                                                                      |                                                                                                 |
| South Stage                                                                                   | North Stage | Marquee                                                                           | Metal Dome                                                                           | Jupiler Stage                                                                                   |
| Scorpions Whitesnake A Day to Remember Bullet for My Valentine Steel Panther Beyond the Black | Within Temptation Megadeth Heaven Shall Burn Black Label Society Gloryhammer Phil Campell and the Bastard Sons plays Motörhead | Heilung Amenra Paradise Lost Alcest Angelus Apatrida Gaahls Wyrd Dool Disillusion | Perturbator Zeal and Ardor Twin Temple The Vintage Caravan Sloper British Lion Tempt | Stick to Your Guns Jinjer Employed to Serve Our Hollow, Our Home Ghostkid As Everything Unfolds |

| Samedi 18 juin                                                 |                                                                        |                                                                                | |                                                                                |
| South Stage                                                    | North Stage                                                            | Marquee                                                                        | Metal Dome                                                                                                  | Jupiler Stage                                                                  |
| Judas Priest Saxon Foreigner Europe Michael Schenker Majestica | Korn Five Finger Death Punch Shinedown Eisbrecher Blues Pills Kontrust | Opeth Devin Townsend Down Ihsahn Decapitated Dying Fetus Tribulation Imminence | Myles Kennedy and Company Red Fang Ugly Kid Joe Fleddy Melculy Smash Into Pieces Massive Wagons Killthelogo | Lagwagon Good Riddance Walls of Jericho Counterparts Boston Manor Cemetery Sun |

| Dimanche 19 juin                                            |                                                          |                                                                                       | |                                                                                  |
| South Stage                                                 | North Stage                                              | Marquee                                                                               | Metal Dome                                                                                                 | Jupiler Stage                                                                    |
| Sabaton Deep Purple Alice Cooper Skillet Rival Sons Thunder | Deftones The Offspring Alestorm Evil Invaders Crossfaith | Dimmu Borgir Amorphis Sepultura Tiamat Destruction Naglfar Bütcher The Great Old Ones | The Dead Daisies Fu Manchu Kadavar Me and That Man Tyler Bryant and the Shakedown Wayward Sons Dirty Honey | Dog Eat Dog Suicide Silence Bury Tomorrow Fire from the Gods Spiritbox InVisions |

## 2023
| Jeudi 15 juin                                                 |                                                 |                                                                                             |                                                                                                  | |
| South Stage                                                   | North Stage                                     | Marquee                                                                                     | Metal Dome                                                                                       | Jupiler Stage                                                                                                |
| Guns N' Roses Alter Bridge Papa Roach Tom Morello Mammoth WVH | Ghost Arch Enemy Epica Spiritbox Beast in Black | Cradle of Filth My Dying Bride At the Gates Septicflesh Marduk Butcher Babies Orbit Culture | Carpenter Brut The Winery Dogs Symphony X Evergrey The Raven Age Escape the Fate Haken Molybaron | As I Lay Dying Sick of It All Motionless in White Agnostic Front Unearth Stray From the Path Cancer Bats End |

| Vendredi 16 juin                                                  |                                                                       |                                                                              |                                                                                              | |
| South Stage                                                       | North Stage                                                           | Marquee                                                                      | Metal Dome                                                                                   | Jupiler Stage                                                                                            |
| Machine Head Disturbed Behemoth Airbourne Fever 333 Thundermother | Gojira Amon Amarth Hatebreed Asking Alexandria Pro-Pain Blind Channel | Meshuggah Watain Delain Municipal Waste Finntroll Heidevolk Crowbar Vanaheim | VV Clutch Orange Goblin The Answer Planet of Zeus Legion of Doom Any Given Day Black Mirrors | Hollywood Undead Ice Nine Kills The Amity Affliction Palaye Royale Blackgold Landmvrks Loathe Fatal Move |

| Samedi 17 juin                                               |                                                                 | |                                                                              | |
| South Stage                                                  | North Stage                                                     | Marquee                                                                                            | Metal Dome                                                                   | Jupiler Stage                                                                                      |
| Slipknot Pantera Architects Halestorm I Prevail Nothing More | Parkway Drive Rancid In Flames The Ghost Inside Skindred Vended | Testament Korpiklaani Dark Angel Legion of the Damned Suicidal Angels Cyclone Schizophrenia Noctem | Sólstafir Eivør Soen Sleep Token Infected Rain Antimatter Heriot (en) Oceans | Life of Agony Less Than Jake The Chats Code Orange Danko Jones The Menzingers Cane Hill Mimi Barks |

| Dimanche 18 juin                                                                           |                                                             |                                                                                         | | |
| South Stage                                                                                | North Stage                                                 | Marquee                                                                                 | Metal Dome                                                                                          | Jupiler Stage                                                                                             |
| Def Leppard Hollywood Vampires Three Days Grace Dirkschneider Elegant Weapons (en) Eclipse | Mötley Crüe Generation Sex Avatar Skid Row Kissin' Dynamite | Kreator Eluveitie The Halo Effect Katatonia Insomnium Carnation (en) Dieth Hippotraktor | Monster Magnet Lorna Shore Voivod Hellmut Lotti Goes Metal Deathstars Greg Puciato Polaris Paledusk | Billy Talent Enter Shikari Anti-Flag Lionheart Chelsea Grin Bloodywood Stand Atlantic The Luka State (en) |

## 2024
| Jeudi 20 juin                                      |                                               |                                                                                                  |                                                                           |                                                                                               |
| South Stage                                        | North Stage                                   | Marquee                                                                                          | Metal Dome                                                                | Jupiler Stage                                                                                 |
| Tool Megadeth Kerry King Stake Silverstein Solence | Alice Cooper Babymetal Doro Amaranthe Dominum | Polyphia ††† (Crosses) Kvelertak Textures Asinhell Shadow of Intent Dying Wish Brothers of Metal | All Them Witches Ne Obliviscaris Health Alien Weaponry Casey Night Verses | Max & Iggor Cavalera Underoath Comeback Kid Counterparts Bury Tomorrow Bleed From Within Erra |

| Vendredi 21 juin                                                          |                                                                                                   |                                                                               |                                                                                   |                                                                               |
| South Stage                                                               | North Stage                                                                                       | Marquee                                                                       | Metal Dome                                                                        | Jupiler Stage                                                                 |
| Five Finger Death Punch Turnstile Avantasia Fear Factory P.O.D. Lansdowne | Judas Priest Electric Callboy Bruce Dickinson HammerFall Brian Downey's Alive & Dangerous Dynazty | Pendulum Tarja Nile Vltimas Dying Fetus Borknagar Brand of Sacrifice Svartsot | Graveyard Fu Manchu Kadavar High On Fire The Vintage Caravan Khemmis Until I Wake | Biohazard Thursday Fit For a King Deez Nuts The Acacia Strain Drug Church Gel |

| Samedi 22 juin                                                                              |                                                                                     | |                                                                      |                                                                                       |
| South Stage                                                                                 | North Stage                                                                         | Marquee                                                                                               | Metal Dome                                                           | Jupiler Stage                                                                         |
| Bring Me The Horizon Limp Bizkit While She Sleeps Ice Nine Kills Mammoth WVH Fleddy Melculy | Avenged Sevenfold Architects Mr. Bungle Steel Panther Flotsam & Jetsam Spoil Engine | Abbath (Immortal Set) I Am Morbid Kampfar Rotting Christ Batushka Pestilence Suffocation Pest Control | Wolfmother Brutus Empire State Bastard Pain Vola DeathbyRomy Defects | Kamelot Blind Guardian Uriah Heep Glenn Hughes (Performs Deep Purple) Red Iron Allies |

| Dimanche 23 juin                                                  |                                                                           | |                                                                    | |
| South Stage                                                       | North Stage                                                               | Marquee                                                                                            | Metal Dome                                                         | Jupiler Stage                                                                                       |
| Scorpions Corey Taylor Rival Sons Extreme The Last Internationale | Machine Head Deep Purple Body Count Black Stone Cherry Atreyu John Coffey | Emperor Dark Funeral The Black Dahlia Murder Ereb Altor Ihsahn Crystal Lake Sanguisugabogg Wargasm | Igorrr Karnivool Crownshift Vukovi Dream State Skynd Future Palace | Thy Art is Murder Slaugter to Prevail Of Mice & Men Malevolence Make Them Suffer Better Lovers Zulu |

Heart était initialement programmé pour le jeudi, mais a dû annuler sa tournée estivale en raison de l'état de santé de la chanteuse Ann Wilson.
Hanabie. devait également se produire, mais a annulé la veille en raison d'une blessure subie par la batteuse du groupe, Chika.

## 2025
| Jeudi 19 juin                                                           |                                                  |                                                                                              |                                                                                               |                                                                                   |
| South Stage                                                             | North Stage                                      | Marquee                                                                                      | Metal Dome                                                                                    | Jupiler Stage                                                                     |
| Iron Maiden Dream Theater Motionless in White Landmvrks Municipal Waste | Powerwolf Epica Alestorm Beast in Black Warkings | Hatebreed Carcass Orbit Culture Paradise Lost Soen Death Angel Signs of the Swarm Psychonaut | Mass Hysteria Perturbator Julie Christmas Hot Milk Charlotte Wessels The Raven Age Deafheaven | Lagwagon Stick To Your Guns Yelloward Terror Alien Ant Farm Trash Boat Fleshwater |

| Vendredi 20 juin                                                                      |                                                                        | | | |
| South Stage                                                                           | North Stage                                                            | Marquee | Metal Dome | Jupiler Stage                                                                                             |
| Slipknot Falling in Reverse The Ghost Inside Knocked Loose Pro-Pain Dead Poet Society | Behemoth Skillet Jerry Cantrell Gloryhammer Myles Kennedy British Lion | Opeth Blood Incantation Eagles of Death Metal Orange Goblin Green Lung Windhand Bloodhunter Spectral Wound | Deathklok Smash Into Pieces Nova Twins Kim Dracula Unprocessed Villagers of Ioannina City As Everything Unfolds | Jinjer Me First and The Gimme Gimmes Polaris Northlane Employed to Serve House of Protection Static Dress |

| Samedi 21 juin                                             |                                                                |                                                                               |                                                                          |                                                                                      |
| South Stage                                                | North Stage                                                    | Marquee                                                                       | Metal Dome                                                               | Jupiler Stage                                                                        |
| Nine Inch Nails Spiritbox Brutus Soulfly Eisbrecher Oomph! | Korn Bullet For My Valentine Lorna Shore Poppy Skindred Kittie | Amenra The Hu Imminence Carnation Primordial Sylosis Whitechapel Dødheimsgard | Apocalyptica Starset Grandson Novelists Unto Others Self Deception Vowws | Airbourne Dragonforce The Dead Daisies The Warning Vandenberg Dirty Honey Last Train |

| Dimanche 22 juin                                           |                                                                               | |                                                                     |                                                                                              |
| South Stage                                                | North Stage                                                                   | Marquee | Metal Dome                                                          | Jupiler Stage                                                                                |
| Judas Priest Savatage Krokus Beyond the Black Ugly Kid Joe | Till Lindemann In Flames Heaven Shall Burn Power Trip Nothing More Crossfaith | King Diamond Triptykon Sacred Reich Paleface Swiss Fit For An Autopsy Massacre Angelus Apatrida Amira Elfeky | Alcest Katatonia Cobra the Impaler Dayseeker Halocene Creeper Aviva | Thrice Stray From the Path Currents Speed Rise of the Northstar SiM Seven Hours After Violet |